# Villosité
Il existe plusieurs types de villosités comme les :
- Villosité intestinale,
- villosité placentaire[1], en Embryologie, qui est elle-même divisées en plusieurs types[2] selon son degré d'évolution
- Microvillosité : prolongement d'une cellule